# Palazzo Barbaran da Porto
Palazzo Barbarano o Barbaran Da Porto è un edificio realizzato a Vicenza fra il 1570 e il 1575 dall'architetto Andrea Palladio. È attualmente la sede del Centro Internazionale di Studi di Architettura Andrea Palladio (CISA) e del Palladio Museum.

## Storia

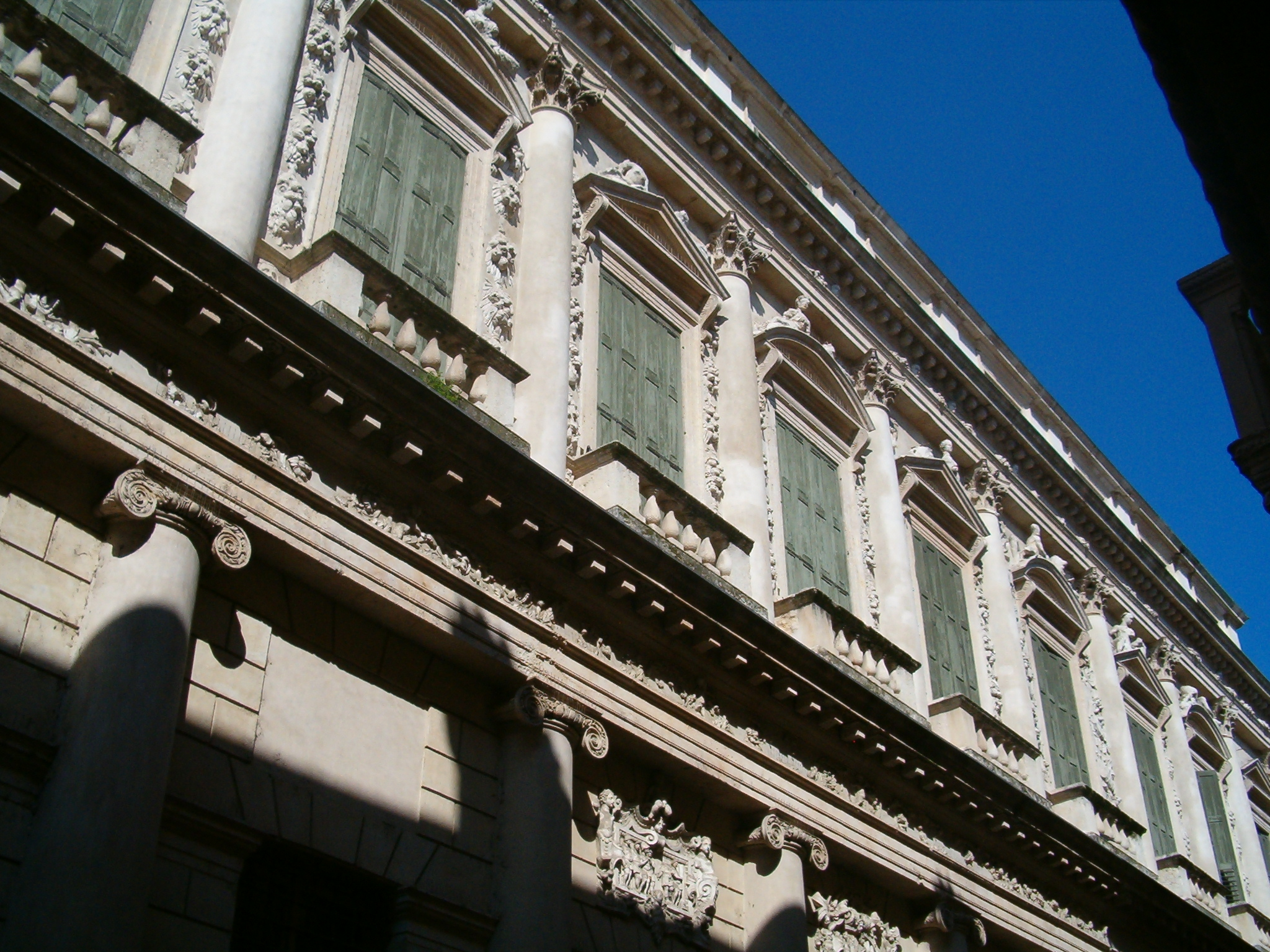
Dettaglio della facciata

La fastosa residenza per il nobile vicentino Montano Barbarano è il solo grande palazzo di città che Andrea Palladio riuscì a realizzare integralmente. A testimonianza degli interessi culturali del committente, nella sua Historia di Vicenza del 1591, Iacopo Marzari ricorda Montano Barbarano come “di belle lettere e musico eccellentissimo”; nell'inventario del 1592 figurano diversi flauti, che confermano l'esistenza nel palazzo di un'intensa attività musicale.
Esistono almeno tre differenti progetti autografi (conservati a Londra) che documentano ipotesi alternative per la planimetria dell'edificio, ben diverse dalla soluzione realizzata, a testimonianza di un complesso iter progettuale. Il Barbarano chiede infatti a Palladio di tener conto dell'esistenza di varie case appartenenti alla sua famiglia già presenti sull'area del nuovo palazzo e, a progetto già definito, acquista un'ulteriore casa adiacente, col risultato di rendere asimmetrica la posizione del portone d'ingresso. In ogni caso i vincoli posti dal sito e da un committente esigente diventano occasione di soluzioni coraggiose e raffinate: l'intervento palladiano è magistrale, elaborando un sofisticato progetto di “ristrutturazione” che fonde le diverse preesistenze in un edificio unitario.
Nel 1998, dopo un'opera di restauro durata vent'anni curata dalle Soprintendenze venete, il palazzo venne riaperto al pubblico. L'attività espositiva ha avuto inizio nel marzo del 1999.

## Descrizione

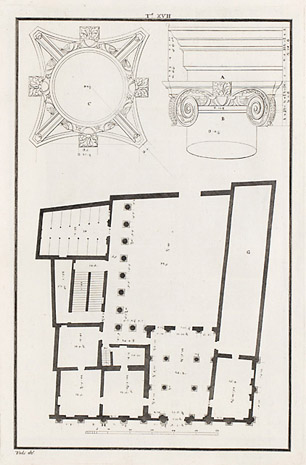
Pianta e rilievo del capitello ionico (Ottavio Bertotti Scamozzi, 1776)

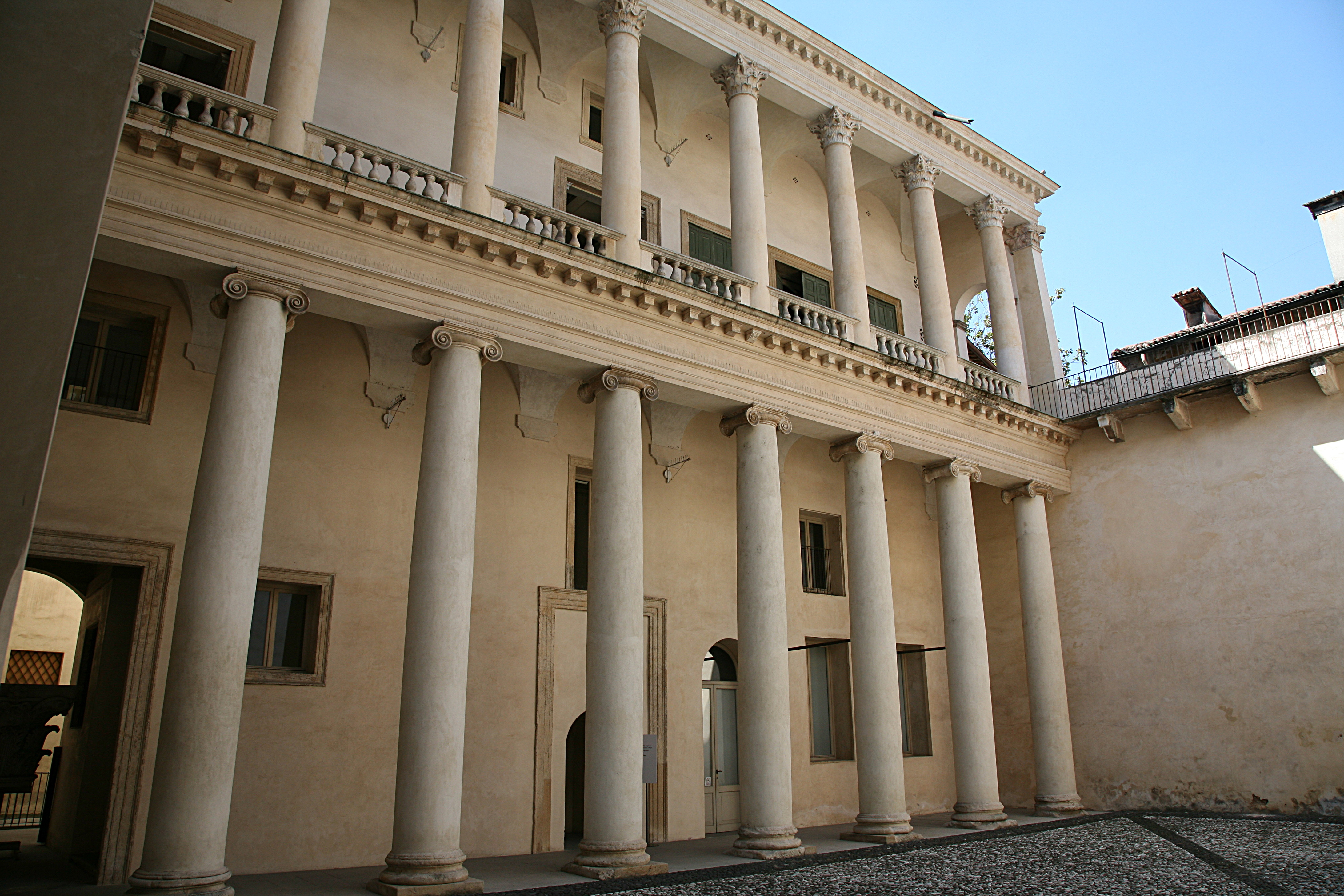
Loggia nella corte interna

Al pianterreno, un magnifico atrio a quattro colonne salda insieme le due unità edilizie preesistenti. Nel realizzarlo Palladio è chiamato a risolvere due problemi: quello statico di sostenere il pavimento del grande salone al piano nobile, e quello compositivo di restituire un'apparenza simmetrica a un ambiente penalizzato dall'andamento sghembo dei muri perimetrali delle case preesistenti. Sulla base del modello delle ali del Teatro di Marcello a Roma, Palladio ripartisce l'ambiente in tre navate, disponendo al centro quattro colonne ioniche che gli consentono di ridurre l'ampiezza della luce delle crociere centrali, controventate da volte a botte laterali. Pone così in opera un sistema staticamente molto efficiente, in grado di reggere senza difficoltà il pavimento del salone soprastante.
Le colonne centrali vengono poi raccordate ai muri perimetrali da frammenti di trabeazione rettilinea, che assorbono l'irregolarità planimetrica dell'atrio: si realizza così una sorta di sistema a “serliane”, un accorgimento concettualmente simile a quello delle logge della Basilica Palladiana. Anche il tipo insolito di capitello ionico — derivante dal tempio di Saturno nel Foro Romano — viene adottato perché consente di mascherare le lievi ma significative rotazioni necessarie ad allineare colonne e semicolonne.

## Decorazione

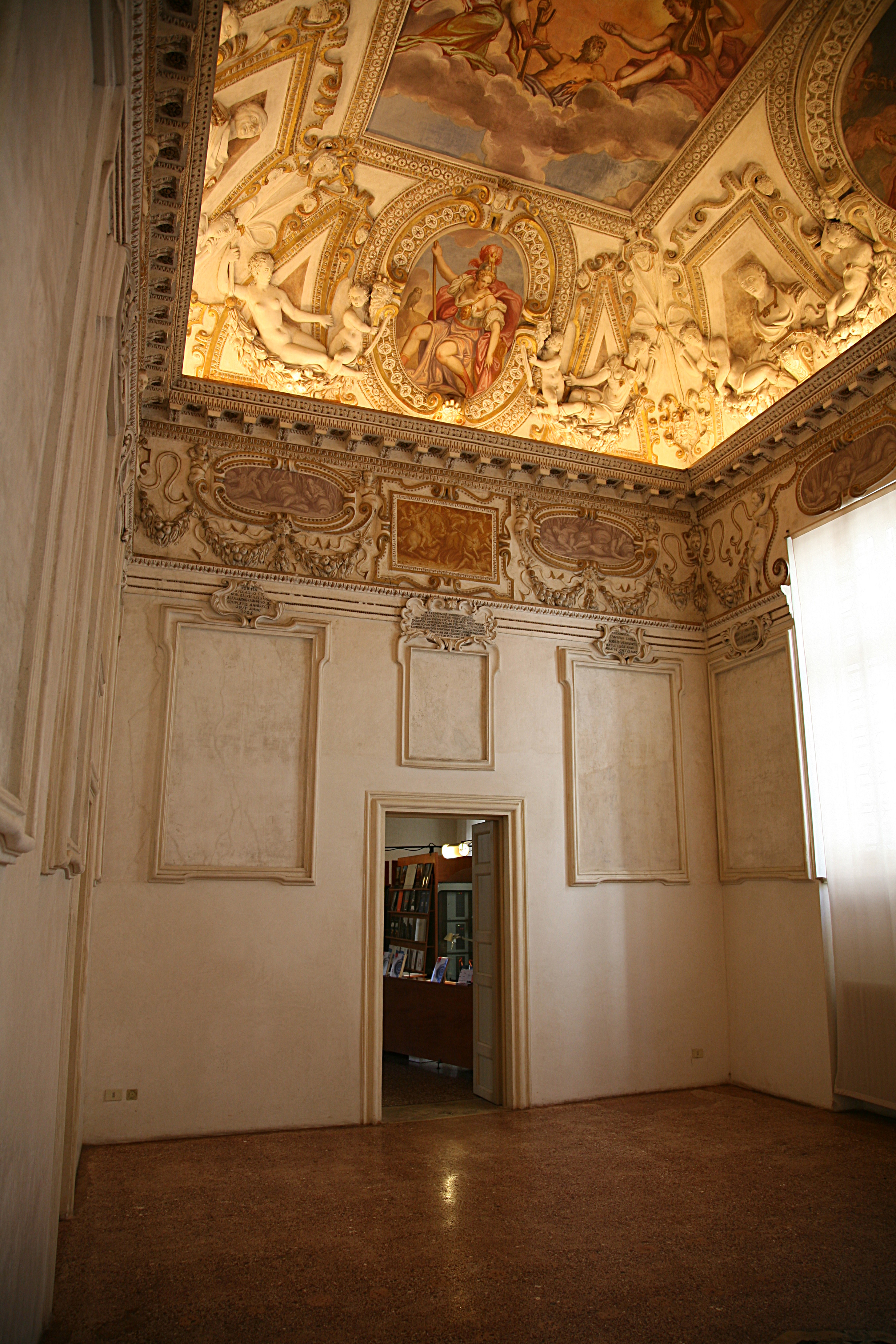
Decorazione interna

Nella decorazione del palazzo, Montano Barbarano coinvolge a più riprese alcuni grandi artisti del suo tempo: Battista Zelotti, già intervenuto negli spazi palladiani di villa Emo a Fanzolo, Anselmo Canera e Andrea Michieli detto il Vicentino; gli stucchi sono affidati a Lorenzo Rubini, autore negli stessi anni della decorazione esterna della Loggia del Capitanio, e, dopo la sua morte avvenuta nel 1574, al figlio Agostino.
L'esito è un palazzo sontuoso in grado di rivaleggiare con le dimore dei Thiene, dei Porto e dei Valmarana, e che consente al suo committente di rappresentarsi in città come esponente di punta dell'élite culturale vicentina.

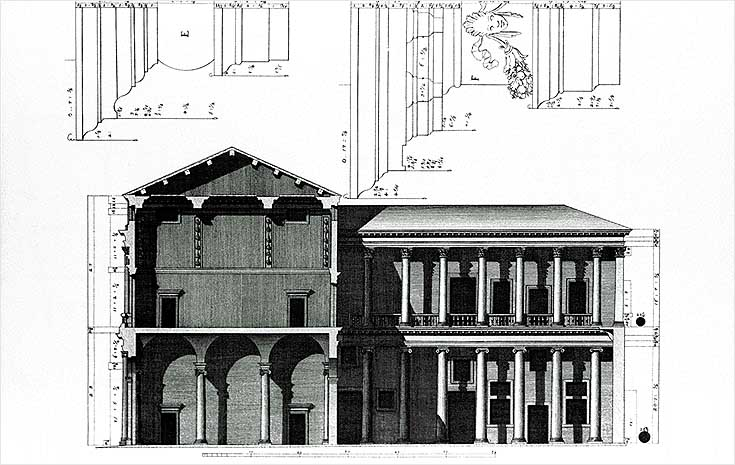
Sezione (Ottavio Bertotti Scamozzi, 1776)
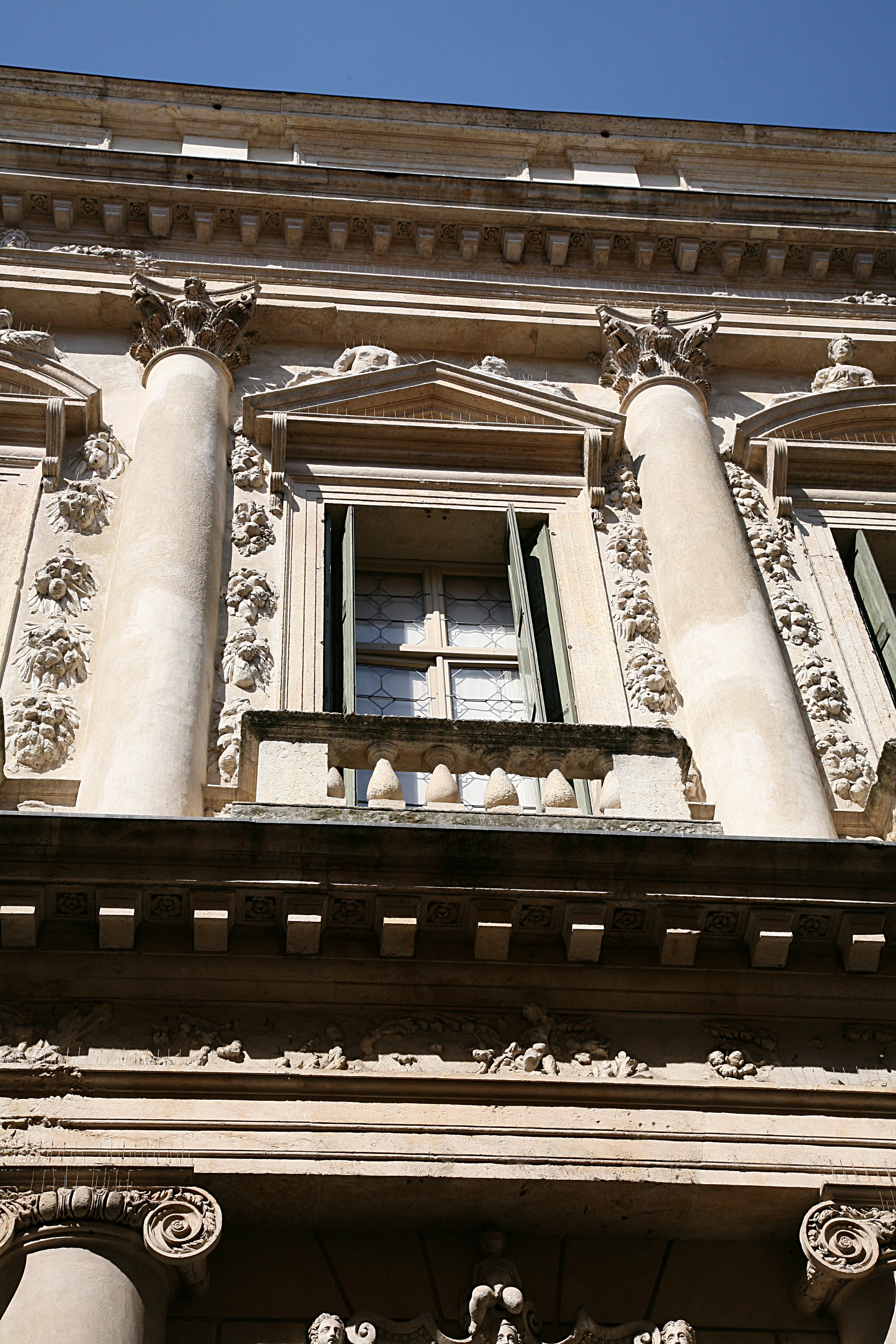
Finestra della facciata
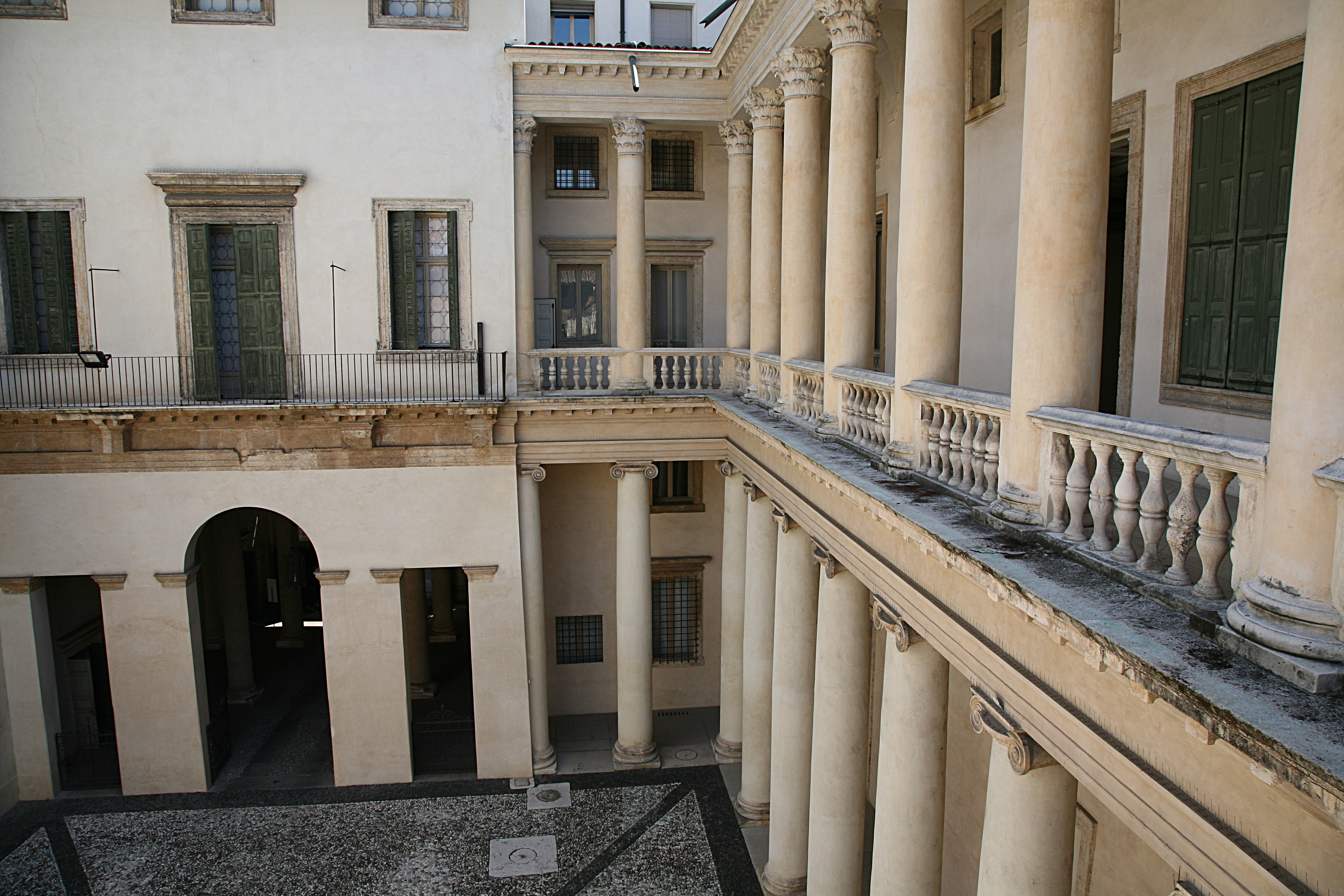
Corte interna
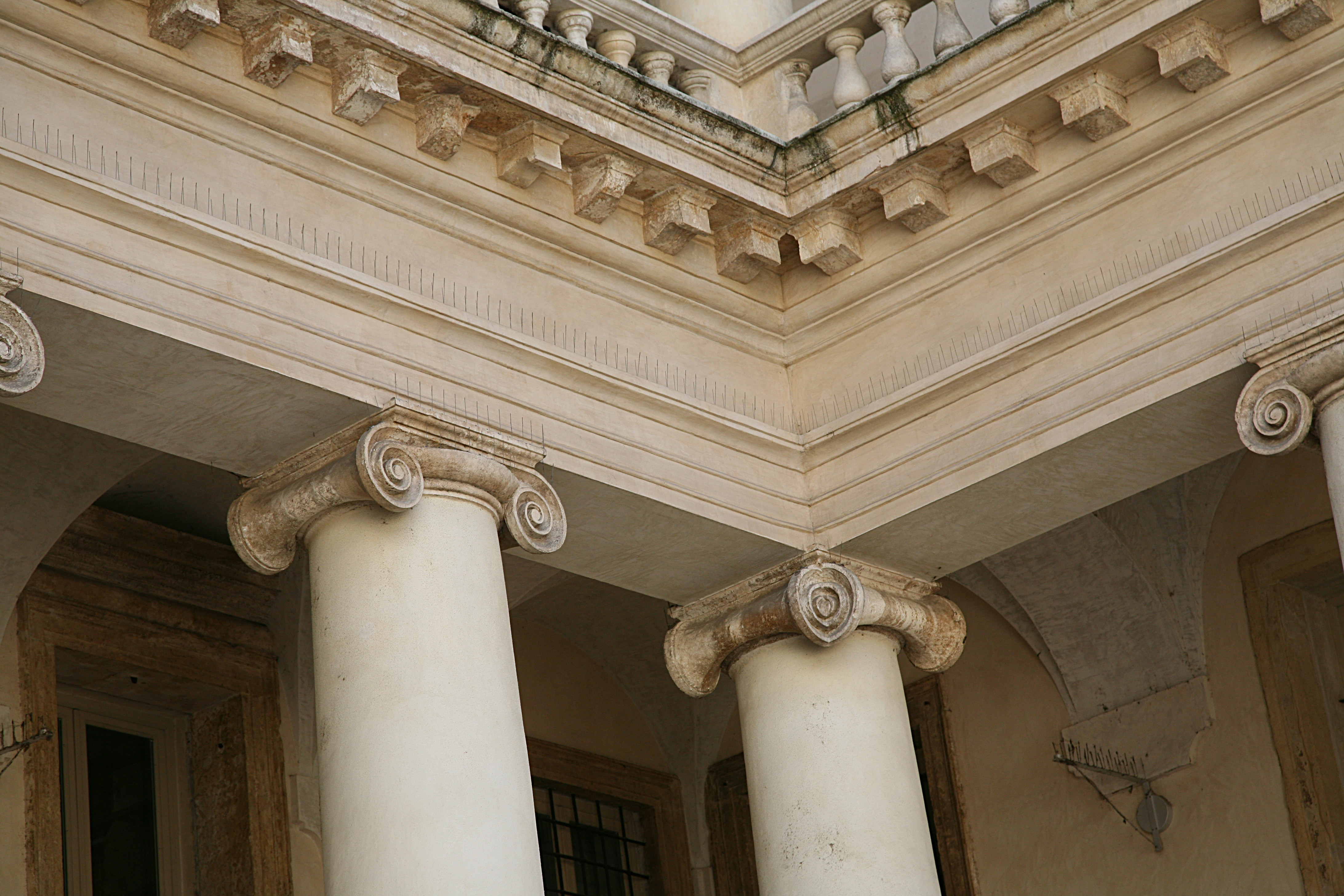
Dettagli della trabeazione con capitelli ionici